# Скрипников, Анатолий Васильевич
Анатолий Васильевич Скрипников — советский хозяйственный, государственный и политический деятель.

## Биография
Родился в 1937 году в Калининской области. Член КПСС.
С 1966 года — на хозяйственной, общественной и политической работе. В 1966—1991 гг. — инструктор, заместитель заведующего промышленно-транспортным отделом Калининского обкома КПСС, первый секретарь Ржевского горкома КПСС, заместитель заведующего отделом организационно-партийной работы Калининского обкома КПСС, первый секретарь Калининского горкома КПСС, второй секретарь Калининского обкома КПСС, заместитель председателя Госкоминтуриста СССР.
Избирался депутатом Верховного Совета РСФСР 9-го и 10-го созывов.